# Bracquetuit
Bracquetuit és un municipi francès situat al departament del Sena Marítim i a la regió de Normandia. L'any 2007 tenia 304 habitants.

## Demografia

### Població
El 2007 la població de fet de Bracquetuit era de 304 persones. Hi havia 112 famílies de les quals 20 eren unipersonals (20 homes vivint sols), 36 parelles sense fills, 52 parelles amb fills i 4 famílies monoparentals amb fills.
La població ha evolucionat segons el següent gràfic:
Habitants censats

### Habitatges
El 2007 hi havia 130 habitatges, 111 eren l'habitatge principal de la família, 12 eren segones residències i 7 estaven desocupats. Tots els 127 habitatges eren cases. Dels 111 habitatges principals, 96 estaven ocupats pels seus propietaris, 13 estaven llogats i ocupats pels llogaters i 2 estaven cedits a títol gratuït; 3 tenien dues cambres, 14 en tenien tres, 32 en tenien quatre i 62 en tenien cinc o més. 101 habitatges disposaven pel capbaix d'una plaça de pàrquing. A 48 habitatges hi havia un automòbil i a 59 n'hi havia dos o més.

### Piràmide de població
La piràmide de població per edats i sexe el 2009 era:
| Homes | Edats   | Dones |
| ----- | ------- | ----- |
| 0     | 95 o +  | 0     |
| 0     | 90 a 94 | 4     |
| 0     | 85 a 89 | 0     |
| 4     | 80 a 84 | 4     |
| 8     | 75 a 79 | 8     |
| 8     | 70 a 74 | 12    |
| 0     | 65 a 69 | 4     |
| 4     | 60 a 64 | 4     |
| 8     | 55 a 59 | 0     |
| 0     | 50 a 54 | 12    |
| 24    | 45 a 49 | 16    |
| 8     | 40 a 44 | 12    |
| 12    | 35 a 39 | 4     |
| 12    | 30 a 34 | 16    |
| 12    | 25 a 29 | 12    |
| 4     | 20 a 24 | 8     |
| 8     | 15 a 19 | 0     |
| 8     | 10 a 14 | 12    |
| 12    | 5 a 9   | 24    |
| 8     | 0 a 4   | 20    |

## Economia
El 2007 la població en edat de treballar era de 189 persones, 152 eren actives i 37 eren inactives. De les 152 persones actives 143 estaven ocupades (75 homes i 68 dones) i 9 estaven aturades (6 homes i 3 dones). De les 37 persones inactives 16 estaven jubilades, 11 estaven estudiant i 10 estaven classificades com a «altres inactius».

### Ingressos
El 2009 a Bracquetuit hi havia 115 unitats fiscals que integraven 320 persones, la mediana anual d'ingressos fiscals per persona era de 19.666,5 €.

### Activitats econòmiques
Dels 7 establiments que hi havia el 2007, 1 era d'una empresa extractiva, 5 d'empreses de comerç i reparació d'automòbils i 1 d'una entitat de l'administració pública.
L'any 2000 a Bracquetuit hi havia 19 explotacions agrícoles que ocupaven un total de 784 hectàrees.

## Equipaments sanitaris i escolars
El 2009 hi havia una escola elemental integrada dins d'un grup escolar amb les comunes properes formant una escola dispersa.

## Poblacions més properes
El següent diagrama mostra les poblacions més properes.